# لیبرلند
لیبرلند (به انگلیسی: Liberland) یا جمهوری آزاد لیبرلند نام خودخواندهٔ ریزکشوری است که توسط ویت یدلیچکا (به چکی: Vít Jedlička) سیاستمدار، لیبرترین و کنشگر مدنی اهل جمهوری چک در تاریخ ۱۳ آوریل سال ۲۰۱۵ در زمینی بی مدعا به مساحت ۷ کیلومتر مربع در غرب کرانهٔ رود دانوب و بین دو کشور کرواسی و صربستان تأسیس شد.
به گفتهٔ ویت یِدلیچکا که خود را رئیس‌جمهور این کشور تازه تأسیس می‌داند، لیبرلند در یک سرزمین بلاصاحب میان دو کشور کرواسی و صربستان واقع شده، ولی تحت حاکمیت هیچ‌کدام از این دو کشور نیست. وب‌سایت رسمی این ریزکشور نیز اختلافات مرزی میان دو کشور کرواسی و صربستان را از دلایل اصلی امکان ایجاد این کشور جدید می‌داند.
ویت یدلیچکا در مصاحبه‌ای با خبرگزاری «اسپوتنیک» دلایل ایجاد لیبرلند را بالا بودن مالیاتها، توزیع نابرابر درآمدها و در کل تنظیمات (اقتصادی) بیش از حد زیاد در جمهوری چک برشمرد. به گفتهٔ وی لیبرلند امیدوار است به عضویت کامل جامعه بین‌المللی درآید و به کشوری همچون موناکو و هنگ کنگ تبدیل شود. وی همچنین خاطر نشان کرد که کشور جدید به فکر عضویت در اتحادیه اروپا، ناتو و دیگر اتحادیه‌های نظامی-سیاسی نیست، بلکه می‌خواهد به یکی از نواحی تجارت آزاد تبدیل گردد. همچون اغلب لیبرترین‌ها یدلیچکا مخالف مالیات و نیز کمک‌های دولتی است. به گفتهٔ وی در کشور لیبرلند مالیات اختیاری خواهد بود و او اعتقاد راسخ دارد که حتی اگر هیچ‌کس هم مالیاتی پرداخت نکند، پول به اندازهٔ کافی موجود خواهد بود.
در مدتی کوتاه یعنی از زمانی که لیبرلند موجودیت خود را اعلام کرده و از افراد مشتاق به شهروندی در این کشور دعوت کرد تا به این پروژه بپیوندند، ۲۰۰٫۰۰۰ درخواست اقامت از سراسر جهان برای این کشور ارسال شده‌است. تنها شرط‌های لیبرلند برای متقاضیان اقامت در این کشور احترام به حقوق فردی، مالکیت خصوصی، عدم سوءسابقه کیفری یا سابقهٔ حضور در احزاب نازی و کمونیست ذکر شده‌است. به گفتهٔ ویت یدلیچکا: «شهروند نمونه لیبرلند کسی است همچون توماس جفرسون، از روسای جمهور و یکی از پدران بنیان‌گذار ایالات متحده آمریکا، و به همین مناسبت ما روز تولد وی را به‌عنوان روز بنیان‌گذاری لیبرلند انتخاب کرده‌ایم. شهروندان این کشور می‌توانند خوشبخت باشند و لیبرلند جایی است که خوشبختی آنان تحقق خواهد یافت.»
لیبرلند حتی دارای پرچم و شعار ملی نیز هست. رنگ زرد روی پرچم نشان آزادی سیاسی است، رنگ آبی نماد رود دانوب و رنگ سیاه نماد مقاومت در برابر نظام حاکم بر جهان است. درخت نشان وفور نعمت، پرنده نماد آزادی و خورشید نماد انرژی است. شعار ملی این کشور «زندگی کردن و اجازهٔ زندگی دادن» است و سرود ملی این کشور نوپا نیز توسط یک رپر اهل جمهوری چک در حال ساخته شدن است.

لیبرلند در بخشی از زمین که در این نقشه با رنگ سبز و با نام «سیگا» مشخص شده، قرار گرفته‌است. به سبب اختلافات موجود در تعریفات مرزی این ناحیه، هر دو کشور صربستان و کرواسی مالکیت اراضی مشخص شده با رنگ زرد در شرق را ادعا می‌کنند. در صورتی که اراضی مشخص شده با رنگ سبز از جانب هر دو کشور به صورت بی مدعا باقی‌مانده‌اند.

## به رسمیت شناخته شدن این کشور
هیچ‌یک از کشورهای عضو سازمان ملل تاکنون لیبرلند را به رسمیت نشناخته‌اند.

### بیانیه‌های رسمی کشورها
- کرواسی: لیبرلند توسط وزارت امور خارجه و اروپایی کرواسی ذکر شده ولی به عنوان یک جوک بدون توضیح بیشتر رد شده‌است.[۶] وزارت امور خارجه کرواسی در بیانیه‌ای در ژوئن ۲۰۱۵، این منطقه را متعلق به کرواسی یا صربستان و نه هیچ طرف سومی دانست.[۷]
- صربستان: وزارت امور خارجه صربستان اعلام کرده که لیبرلند ناقض مرزهای صربستان نیست ولی این پروژه را چیزی «احمقانه» دانست و توضیح بیشتری نداد.[۸]
- مصر: وزارت امور خارجه مصر در خصوص مطالب تقلبی در خصوص لیبرلند به افراد جویای کار هشدار داد.[۹]
- جمهوری چک: وزارت امور خارجه جمهوری چک خود را از ارتباط با آقای یدلیچکا مبری دانست و گفت اقدامات او به آنها مربوط نیست.[۱۰][۱۱]